# Унска оперативна група НОВ и ПОЈ
Унска оперативна група НОВ и ПОЈ била је привремена формација Народноослободилачке војске Југославије.

## Историјат
Штаб Унске оперативне групе формиран је наредбом Главног штаба НОВ и ПО за Хрватску од 29. априла 1943. у саставу 1. хрватског корпуса. Почетком маја 1943. у саставу Групе били су 4. банијска бригада и 8. крајишка НОУ бригада и три батаљона Кордунашког НОП одреда, са укупно 2543 борца наоружана са 1871 пушком, 64 пушкомитраљеза, 14 митраљеза, 9 минобацача и 1 противтенковском пушком; 29. маја упутила је 200 бораца из батаљона Кордунашког НОП одреда за попуну јединица 8. дивизије НОВЈ, те је од осталог људства формиран један батаљон. Дејствовала је у Цазинској крајини и суседним деловима Кордуна и Баније. Јединице Групе 12. маја ослободиле су Старо Село (код Топуског) и заробиле 112 домобрана, а 24. маја у Бучици код Глине 107 домобрана. У борбама против усташа и домобрана ослободиле су на краће време Врнограч 16. маја и 14. јуна, Слуњ 3/4. јуна и Бужим 16/17. јуна; ноћу 2/3. маја у рејону Блињског Кута минирале су пругу и избацили из шина воз од 23 вагона—цистерне и уништиле теретну композицију од 47 вагона; 6. маја разбиле су код Кукурузара и Бабине Ријеке делове домобранског 2. горског здруга и одељење немачких војника; 17/18. маја напале су два батаљона домобранске 11. горске пуковније у Великој Кладуши, али се њена посада одржала уз помоћ немачке колоне која је интервенисала из Бихаћа, 20. јуна разбила је у Великој Кладуши, у 20-то часовној борби, 2 батаљона домобрана, али због интервенције делова немачке 114. ловачке дивизије место није ослобођено. У овој борби погинуло је или рањено око 140, а заробљено 185 домобрана. Наређењем Главног штаба НОВ и ПО за Хрватску од 28. јуна 1943, године, 4. банијска бригада преименована је у 1. бригаду Унске оперативне групе, а 30. јуна у селу Обљају (код Топуског) од 1. батаљона Кордунашког НОП одреда, 2. батаљона 1. бригаде Унске оперативне групе, чете Матија Губец и 3 вода Банијског НОП одреда формирана је 2. бригада Унске оперативне групе, док су 8. крајишка НОУ бригада и батаљони Кордунашког НОП одреда изашли из њеног састава. Тада је Група у свом саставу имала 1. и 2. бригаду, батерију топова, пионирски
вод и вод за везу, са укупно 2149 бораца. Реорганизована Група дејствовала је, углавном, у Банији. Тако су њени делови 3. јула у Блињском Куту напали немачко-домобранску посаду и нанели јој велике губитке. Ноћу 14/15. јула у рејону Брђана минирали су пругу и напали италијански транспортни воз, запаливши притом 9 вагона с муницијом и намирницама; 24. јула водили су борбу у рејону села Прекопе, затим 29. јула уништили на прузи Цапраг—Суња теретни воз (локомотиву и 46 вагона); 15. августа заузели су Храстовицу (код Петриње) и заробили 120 домобрана, 24/25. августа разбили су домобранску посаду у селу Гори код Глине (заробљено 135, погинуло и рањено 8 домобрана) и 9. септембра заузели усташко упориште Зрин код Костајнице (погинуле 83 усташе). Наредбом Главног штаба НОВ и ПО за Хрватску од 11. септембра 1943. расформиран је Штаб Унске групе, а 1. и 2. бригада ушле су у састав 7. дивизије НОВЈ, као њена 3. и 4. бригада. Штаб Унске оперативне групе поновно је формиран 2. фебруара 1944. за руковођење јединицама у Цазинској крајини. У састав Групе ушла је 8. фебруара 1. муслиманска бригада, 2. марта 2. муслиманска бригада и 15. марта Крајишки (муслимански) НОП одред, укупно 2343 борца наоружана са 1259 пушака, 54 аутомата, 57 пушкомитраљеза, 15 митраљеза, 6 минобацача и 1 топом. Јединице Групе су од фебруара до почетка априла 1944. водиле борбе на комуникацији Цазин—Острожац, код Тодорова, Пећиграда, Скокова, Брековице, Цазина, Острошца и у другим местима у Цазинској крајини против делова немачке 373. легионарске дивизије и усташко-домобранских снага. Од 9. до 12. априла, заједно са 2. бригадом 8. дивизије и деловима 7. дивизије НОВЈ, учествују нападу на Цазин. Од средине априла до средине маја јединице Групе изводе диверзантске акције на друмовима Отока—Бужим и Оштрожац~Пећиград, а крајем маја воде борбе код Копривне, Брегова, Бужима, Катиновца, Бојне, Зарадостова, Тавана и у другим местима. Почетком маја расформиран је Крајишки (Муслимански) НОП одред, а од његових бораца формиран је Бужимски батаљон и попуњене су бригаде Групе. Крајем септембра 1944. Група је имала у свом саставу 1. и 2. муслиманску бригаду, допунски батаљон, инжињеријску, чету за везу и партизански вод, са укупно 2234 борца наоружана са 845 пушака, 80 аутомата, 71 пушкомитраљезом, 14 митраљеза, 6 минобацача, 7 противтенковских пушака, 3 противтенковска бацача и 1 топом. Од друге половине 1944. до краја фебруара 1945. јединице Групе самостално су или у садејству са другим јединицама 4. корпуса продужиле да дејствују на подручју Цазинске крајине, водећи борбе против делова немачке 373. легионарске дивизије и усташко-домобранских јединица, и изводећи диверзије на комуникацијама Босанска Крупа—Бихаћ, Бихаћ—Цазин, Отока—Бужим, Костајница—Двор на Уни, Бихаћ—Слуњ. Ослобађањем многих насеља и повећањем слободне територије у Цазинској крајини, омогућена је шира мобилизација муслиманског становништва. Поред других публикација Група је издавала и лист Братство. Унска оперативна група расформирана је крајем фебруара 1945, а а од њене две бригаде формирана је Муслиманска бригада и обновљен Крајишки (муслимански) НОП одред. Те јединице ушле су у састав 8. дивизије НОВЈ.